# Skalní rybník (Jedlová)
Skalní rybník je rybník o rozloze vodní plochy 2,51 ha vybudovaný po roce 1996 v rámci revitalizace povodí Baldského potoka nalézající se asi 0,5 km jihovýchodně od křižovatky v Dolní Jedlové. Kolem rybníka prochází červená turistická značka vedoucí z Poličky do městečka Bystré.
Rybník je využíván pro chov ryb.

## Galerie

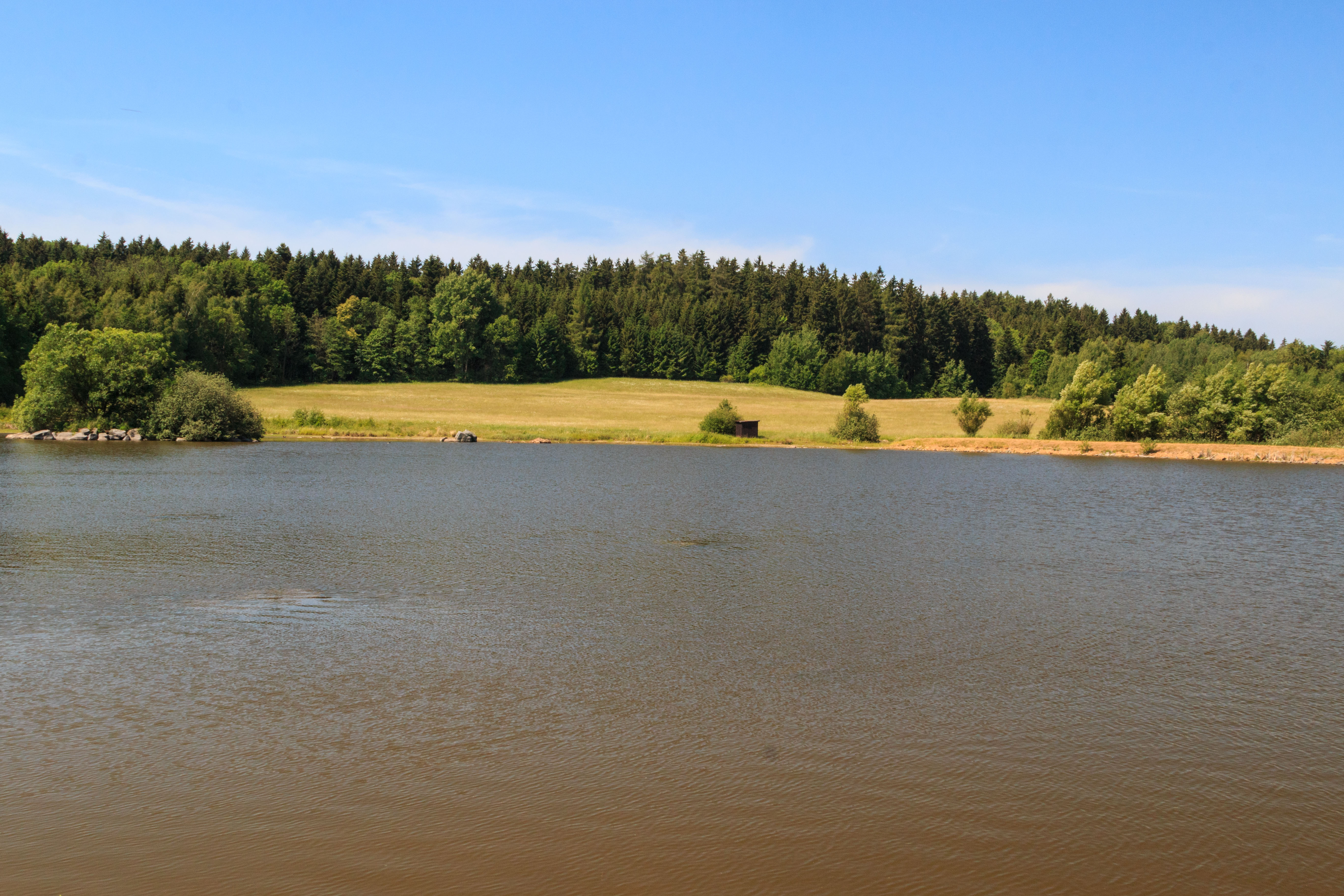
pohled na Skalní rybník u Dolní Jedlové
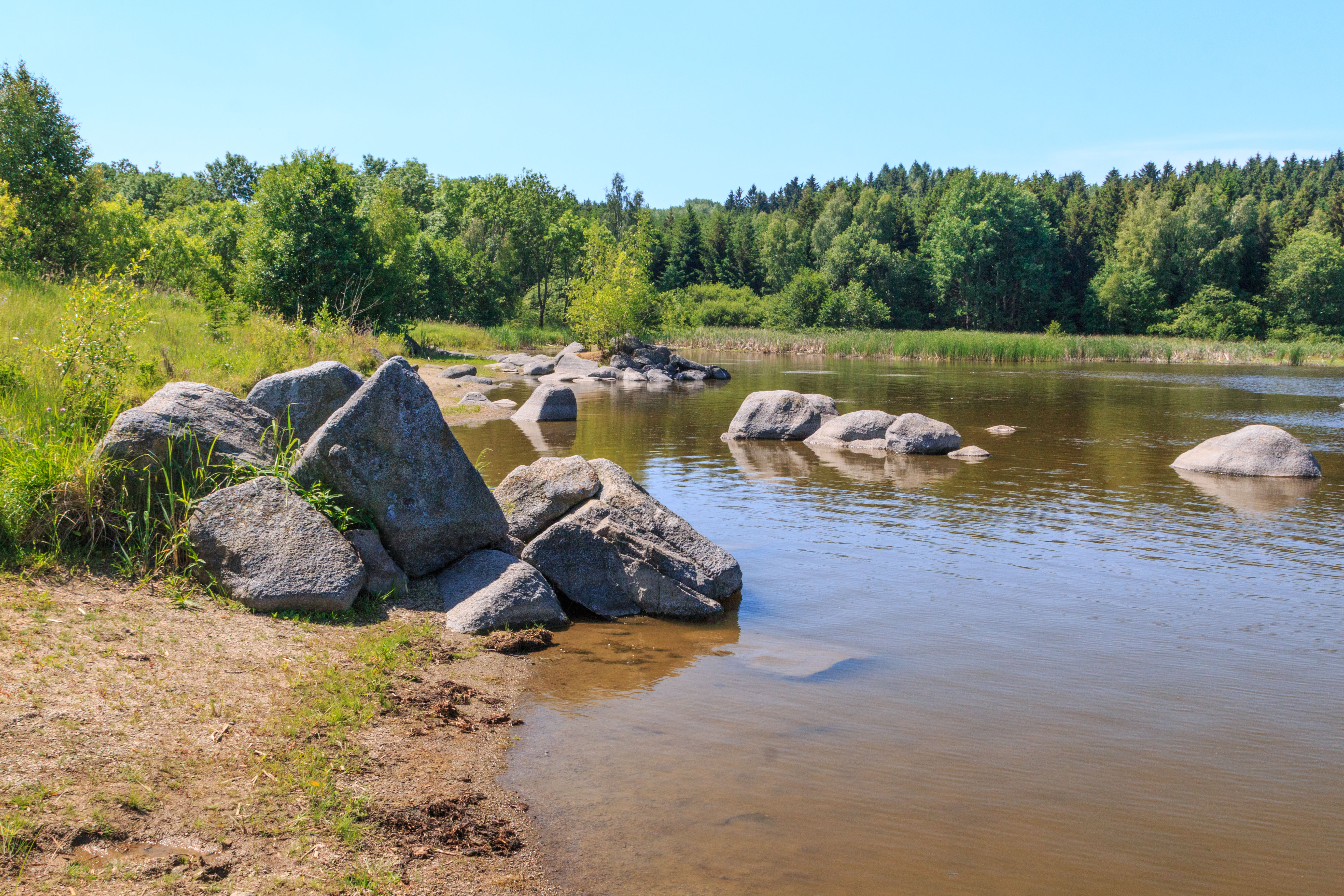
pohled na Skalní rybník u Dolní Jedlové
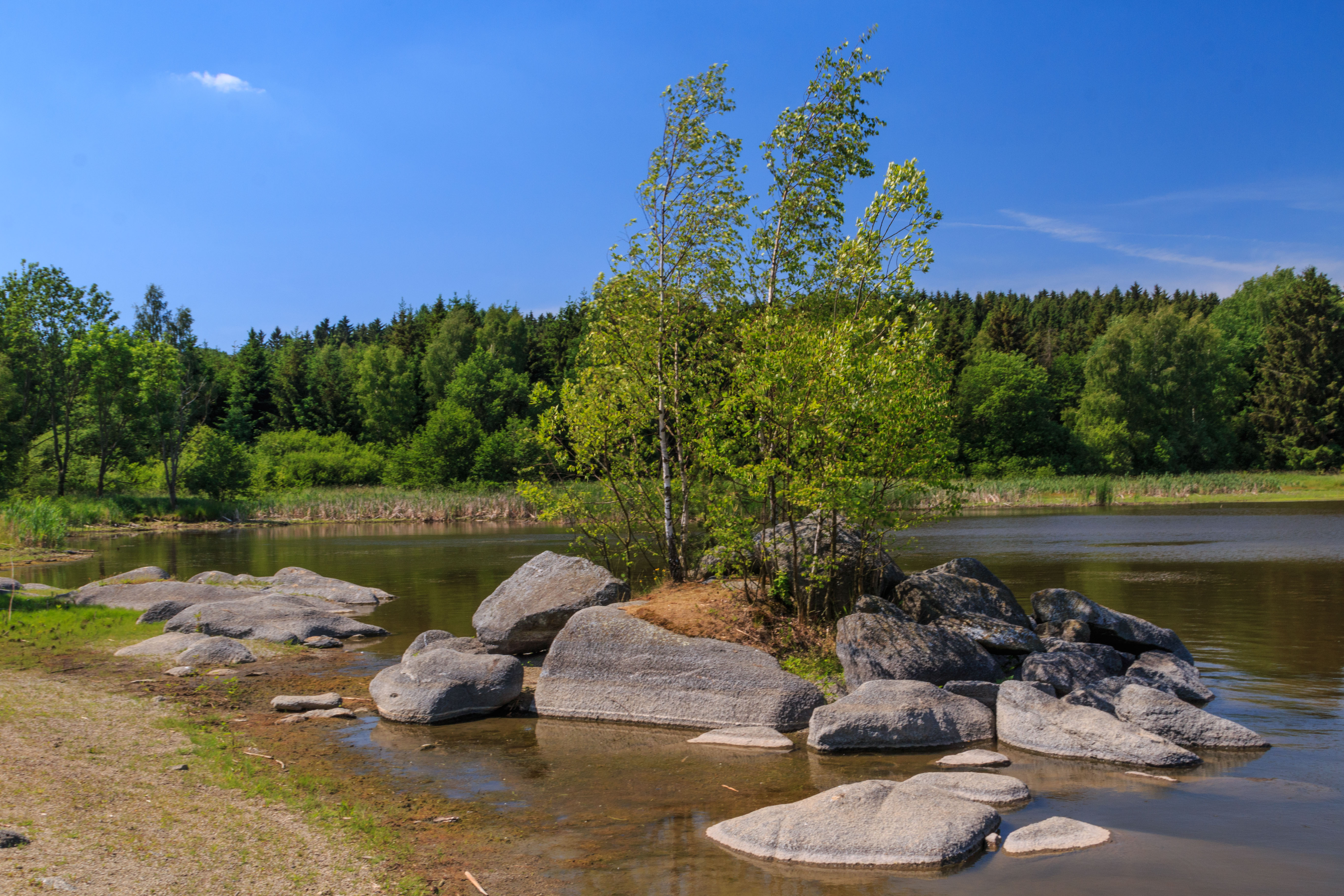
pohled na Skalní rybník u Dolní Jedlové
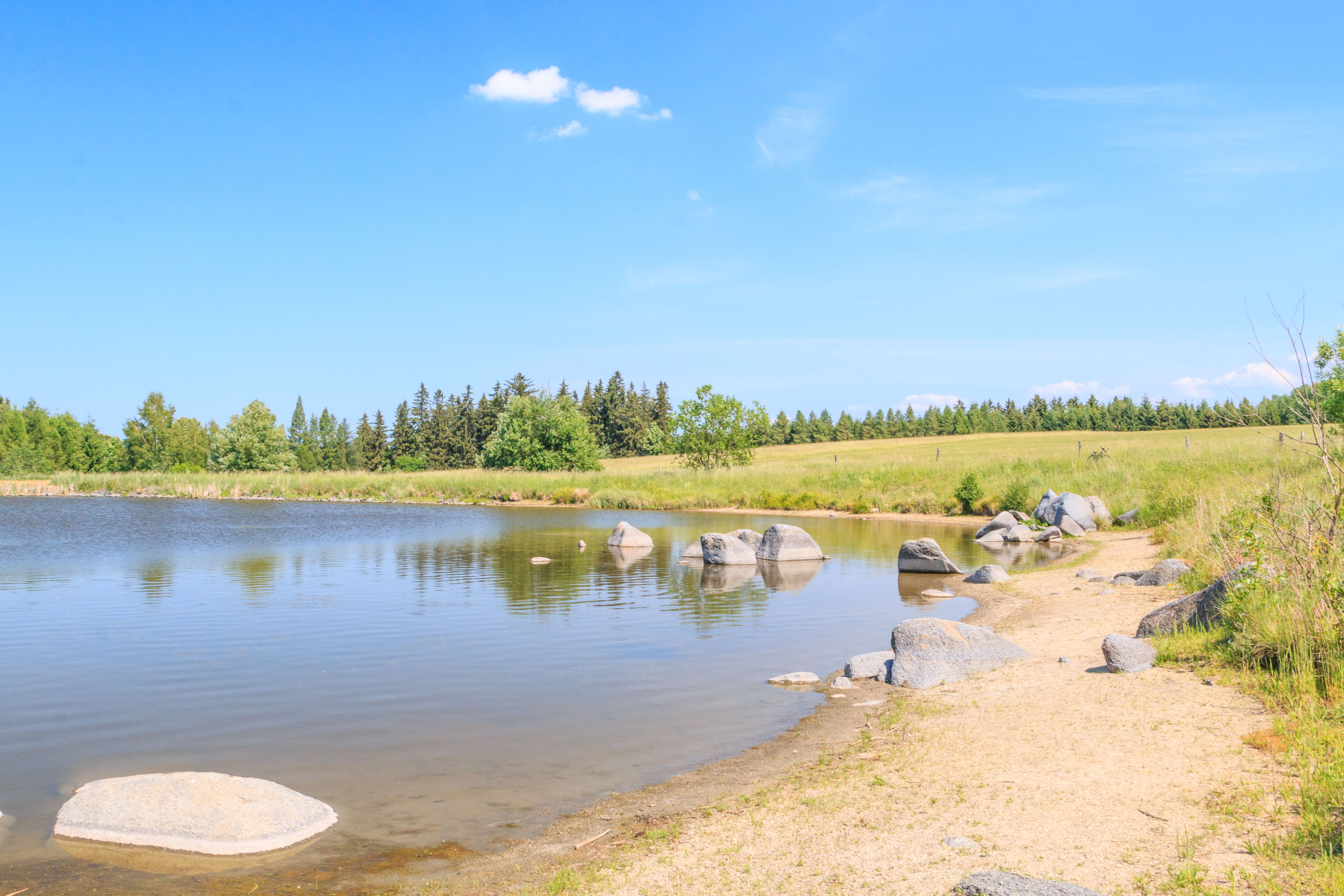
pohled na Skalní rybník u Dolní Jedlové